# مارک دلاروش
مارک دلاروش (انگلیسی: Marc Delaroche؛ زادهٔ ۱۸ آوریل ۱۹۷۱) بازیکن فوتبال اهل فرانسه است.
از باشگاه‌هایی که در آن بازی کرده‌است می‌توان به باشگاه فوتبال نیم المپیک، باشگاه فوتبال بوردو، باشگاه فوتبال کان، و آ.اس موناکو اشاره کرد.